# Registax
RegiStax ist ein Bildbearbeitungsprogramm für die Astrofotografie. Die Entwicklung der Freeware wurde 2011 abgeschlossen. Es läuft unter Windows und -- mittels Wine --  auch auf Linux.

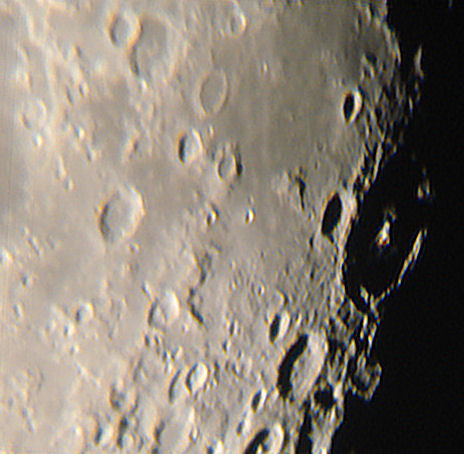
Amateurfoto des Mondkraters Petavius (Mondkrater), aufgenommen als Video und zu einem Bild aufbereitet.

Die Software versucht, aus einer Vielzahl von Fotos desselben Objekts, die während einer Beobachtungsserie entstehen, ein optimales Bild zu generieren. Mittels der Technik  Shift-and-Add werden viele Aufnahmen exakt zueinander ausgerichtet und anschließend gemittelt. Da das Rauschen gegenüber dem Signal zufallsverteilt ist, verringert es sich, je mehr Fotos das Programm verrechnen kann.
Zur Bearbeitung übergibt man dem Programm ein Video, das während der astronomischen Beobachtung eines Planeten oder des Mondes aufgezeichnet wurde. Je nach Einstellung bearbeitet das Programm nicht alle, sondern nur einen Anteil der besten Bilder, typischerweise 10 % der Videoframes. Für die Nachbearbeitung bietet es interaktiv mehrere Filtereinstellungen an, um das Ergebnis optimal zu schärfen.

## Geschichte
Cor Berrevoets (Niederlande) begann die Entwicklung des Programms 2001 und veröffentlichte es erstmals im Mai 2002.
Bis 2011 aktualisierte der Autor, zusammen mit einem Team von 8 Entwicklern, das Programm regelmäßig. Es stehen Übersetzungen der Bedienungsoberfläche in 15 Sprachen zur Verfügung.